# Efrém Syrský
Svatý Efrém Syrský (kolem 306, Nisibis, dnešní Nusaibin, Turecko – 9. června 373, Edessa, dnes Urfa v Turecku) byl jáhen a velký ctitel Panny Marie, kterou nazýval Usmiřovatelkou mezi nebem a zemí. Proslul hlubokým duchovním životem a komentáři k biblickým knihám. Od roku 1920 patří mezi učitele katolické církve.

## Život
Efrém se narodil v křesťanské rodině v Nisibis (dnešní Nusaibin v Sýrii) kolem roku 306. Přijal jáhenské svěcení. Proslul jako slavný učitel ve svém rodišti a v roce 363 v dnešní Urfě založil teologickou školu. Od tamějšího biskupa Jakuba se mu dostalo skvělého vzdělání a sám Efrém Jakubovi pomohl vybudovat teologickou školu v Nisibisu, a později se rozhodl žít poustevnickým a mnišským životem. Když v roce 372 vypukl v Edesse mor, pomáhal všem potřebným a poté se vrátil zpátky do své poustevny, kde o rok později zemřel.

## Smrt
Zemřel 9. června roku 373 v Edesse, kde se také nacházejí jeho ostatky. V roce 1920 byl papežem Benediktem XV. prohlášen učitelem církve. V katolické církvi je jeho liturgická památka slavena 9. června.

## Dílo
Své spisy psal syrsky. Vystupoval v nich proti tehdejším herezím (gnosticismus, manicheismus, …) a vykládal v nich Bibli. Ukazoval v nich hloubku duchovního života. Hojně citoval Písmo svaté a svým zvláštním básnickým stylem se snažil vysvětlit tajemství křesťanských bohoslužeb. Rovněž psal biblické komentáře, kázání a dogmatické spisy proti kacířství. Skládal též texty k náboženským písním a v nich vštěpoval prostému lidu základní náboženské pravdy. Některé z těchto písní jsou dodnes používány při bohoslužbách v Syrské církvi sjednocené s Římem. Právě díky těmto písním získal přízvisko citera Ducha svatého. Tři úryvky z jeho spisů se čtou v breviáři ve čtvrtek po 1. adventní neděli. Jeho spisy se překládaly do řečtiny i arménštiny.

## Spisy
- 52 hymnů O Církvi – pojednává v nich o svobodě, spravedlnosti, dobru a o církvi
- Komentáře ke knize Genesis a knize Exodus
- 77 písní nisibijských
- Komentář k listům apoštola Pavla
- Komentář ke Skutkům apoštolů

## Citát
| „                        | Ó Panno nejpodivuhodnější, všechno dnes zpívá ke tvé cti: jsou tu cherubové, kteří však nedosahují tvé svatosti, jsou tu serafové, kteří se nemohou srovnávat s tvou krásou… Čistí andělé však radostně oslavují nebeské dítě, které vyšlo z tvého lůna. | “ |
| — Hymnus o nebeské Matce | |   |